# ヴァルディール・ペレイラ
ジジ (Didi) こと、ヴァルディール・ペレイラ（Valdir Pereira, 1928年10月8日 - 2001年5月12日）は、ブラジル・リオデジャネイロ州出身の元サッカー選手。ポジションはミッドフィールダー。
フィジカルの弱さを補う戦術眼とゲームメイク能力を生かしたプレーで、FIFAワールドカップに3度出場した。

## 経歴
1928年リオデジャネイロ州カンポス・ドス・ゴイタカゼスに生まれる。少年時代、ストリートサッカーで右足に大怪我を負ってしまい、その足をかばうためにフォーリャ・セッカ（folha seca、枯れ葉）と呼ばれる揺れながら急激に落ちる特殊なキックを身につける。
1949年にフルミネンセに入団し、ブラジル中にその名を馳せた。1954 FIFAワールドカップにブラジル代表として出場しメキシコ戦、ユーゴスラビア戦で得点するも、後にベルンの戦いと呼ばれる試合で、世界最強と言われたマジック・マジャールことハンガリー代表に敗れる。
1958 FIFAワールドカップではガリンシャ、ペレらも加わったブラジル代表が南米勢として初めて欧州での優勝を成し遂げ、ジジはワールドカップの後、高額の移籍金でレアル・マドリードへ移籍することになった。ここで彼はチームのゲームメイクを任され58試合に出場し31点の成績を挙げるが、チームメイトのアルフレッド・ディ・ステファノやフェレンツ・プスカシュから人種差別的な発言を受けるなど折り合いがつかず、古巣のボタフォゴに帰還した。1962年ワールドカップチリ大会の後34歳で引退。
その後は監督となり、1970 FIFAワールドカップにはペルー代表の監督として出場するが、準々決勝で母国ブラジルに敗れた。
1999年、 ワールドサッカー誌の20世紀の偉大なサッカー選手100人で39位に選出された。

## 所属クラブ
ユース経歴
- サンクリストヴァンFR 1944
- インドゥストリアルFC (リオデジャネイロ州) 1945
- CEリオ・ブランコ（ポルトガル語版） 1945
- ゴイタカスFC（ポルトガル語版） 1946
- アメリカーノFC 1946

プロ経歴
- アメリカーノFC 1946
- CAレンソエンセ / バリリ（ポルトガル語版） 1946-1948
- マドゥレイラEC 1948-1949
- フルミネンセFC 1949-1956
- ボタフォゴFR 1956-1958
- レアル・マドリード 1959-1960
- ボタフォゴFR 1960-1962
- スポルティング・クリスタル 1963
- ボタフォゴFR 1964
- サンパウロFC 1964
- ボタフォゴFR 1965
- CDベラクルス 1965-1966
- サンパウロFC 1966

## 個人タイトル
- 20世紀世界最優秀選手 19位 (1999年、国際サッカー歴史統計連盟)[2]
- 20世紀の偉大なサッカー選手100人 - 39位 : 1999
- バロンドール・ドリームチーム、サードチーム : 2020[3]。